# Republic of Safety
Republic of Safety fue una banda canadiense de indie rock fundada en 2004 en la ciudad de Toronto, Ontario.  La formación original estuvo integrada por la cantante Maggie MacDonald, el guitarrista Jonny Dovencourt, las bajistas Kat Gligorjirevic y Kate McGee así como Evan Davies en la batería. La última alineación estuvo conformada por MacDonald, Dovercourt, la bajista Marlena Kaesler, el baterista Steve Sidolfi y el saxofonista Martin Eckart.
La banda nunca lanzó álbumes de estudio, sin embargo publicó tres EP: Passport en 2005 por Sonic Unyon Records, Vacation y Succession en 2006 y 2008 respectivamente por Ta Da! Records.
El 26 de enero de 2008 el grupo lanzó su tercer EP.  Ese mismo día, Republic of Safety realizó su último concierto.  Días después, la banda de desintegró.

## Discografía

### EP
| Año de publicación | Nombre     | Discográfica        |
| ------------------ | ---------- | ------------------- |
| 2005               | Passport   | Sonic Unyon Records |
| 2006               | Vacation   | Ta Da! Records      |
| 2008               | Succession | Ta Da! Records      |